# La Sen Thai
Re La Sen Thai, chiamato anche La Sen Thai Buvanat, il cui nome regale fu Samdach Brhat-Anya Chao Lankasena Daya Buvananatha Raja Sri Sadhana Kanayudha (Mueang Sua, 1462 – Mueang Sua, 1495), è stato il quattordicesimo sovrano del Regno di Lan Xang, la cui capitale era Mueang Sua (detta anche Xieng Thong), l'odierna Luang Prabang, nel Laos settentrionale.
Divenne re nel 1485 dopo la morte del fratello maggiore, il re Suvanna Ban Lang, che aveva liberato il paese dagli invasori vietnamiti nel 1479. Il regno di La Sen Thai fu, al pari di quello del predecessore, all'insegna della pace e della ricostruzione, dopo che le annose lotte tra le fazioni dell'aristocrazia di corte e le invasioni degli eserciti Lanna e Dai Viet del decennio precedente avevano ridimensionato Lan Xang.
Le cronache che lo menzionano  provengono dagli antichi annali di Lan Xang, di Lanna, di Ayutthaya e di Birmania, che differiscono tra loro. Gli annali di Lan Xang furono tradotti in altre lingue ed interpretati in diversi modi, dando luogo a controversie sull'attendibilità dei riferimenti storici. La principale tra le critiche che determinarono il cambiamento del testo originale, fu dettata dalla convinzione che molti degli avvenimenti storici fossero stati omessi o distorti nell'edizione originale a maggior gloria del regno. Gli avvenimenti e le date relative alla vita di La Sen Thai non sono quindi pienamente attendibili.

## Biografia
Nacque nel 1462 nella capitale come principe Tieng Lakon, era fratello minore del predecessore Suvanna Ban Lang e figlio del sovrano Sai Tia Kaphut. Fu governatore del Principato di Nongke e quando il fratello morì senza eredi nel 1485, l'aristocrazia di corte lo scelse come re e salì al trono con il nome regale La Sen Thai Buvanat. L'incoronazione ebbe luogo nel 1491, alla cerimonia parteciparono nobili del Regno di Ayutthaya, che portarono i doni del loro sovrano.
Dopo l'ascesa al trono, nominò il fratello governatore del Principato di Vieng Kham. Fu come il padre un fervente buddhista, studiò i libri sacri, contribuì alla diffusione del Buddhismo Theravada e fece costruire importanti templi. Assegnò ai più importanti prelati della capitale la carica di abate dei maggiori complessi templari e concesse l'indulto ai pubblici amministratori che erano stati inadempienti al proprio dovere nel regno precedente. Sottoscrisse un trattato di alleanza con il re di Ayutthaya, che venne a firmarlo nel principato laotiano di Mueang Dan-Sai. Coltivò rapporti di amicizia anche con la corte vietnamita Dai Viet.
La Sen Thai morì all'età di 33 anni nel 1495 ed il trono passò all'unico figlio, il principe Somphu, che essendo troppo giovane ebbe come reggente lo zio Visun, fratello minore e primo ministro di La Sen Thai. Nei due anni di reggenza, Visun fece costruire il complesso templare del Wat Pupharam, dove vennero custodite le ceneri del defunto sovrano. Nel 1500, Visun avrebbe detronizzato re Somphu e sarebbe diventato il sedicesimo sovrano del Regno di Lan Xang con il nome regale Visunarat.